# EteRNA

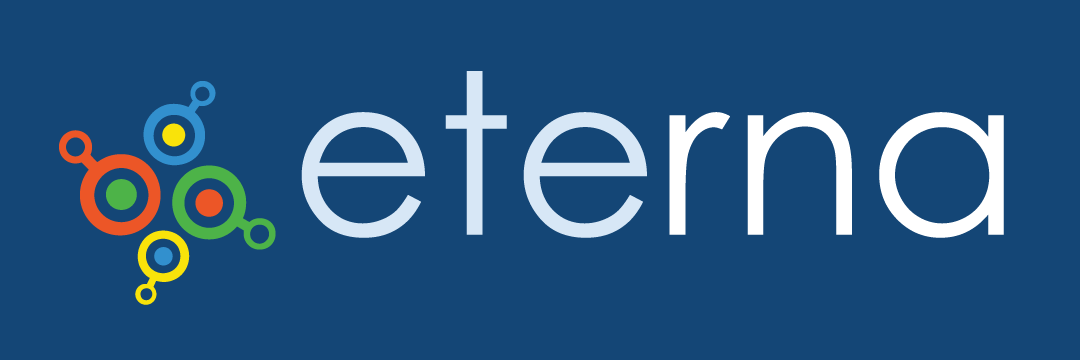
Логотип игры Eterna, обновленный в 2015 году

EteRNA — браузерная игра, разработанная Университетом Карнеги — Меллон и Стэнфордским университетом, привлекающая игроков к решению головоломок, связанных с фолдингом молекул РНК. Проект финансируется Национальным научным фондом.
Проект схож с игрой Foldit (список разработчиков этих двух игр частично пересекается): головоломки используют человеческие способности для решения проблем, чтобы улучшить существующие алгоритмы после анализа пользовательских стратегий. Исследователи надеются с помощью краудсорсинга и коллективного разума найти ответы на фундаментальные вопросы о РНК. Кроме того, набравшие наибольшее количество баллов модели синтезируются в биохимической лаборатории Стэнфордского университета; их показатели сравниваются с ожидавшимися на основе компьютерных расчётов с целью ещё большего совершенствования компьютерного моделирования.
В конечном счёте, исследователи надеются определить «полный и повторяемый набор правил», чтобы позволить синтез РНК, последовательно складывающейся в ожидаемые формы. Лидеры проекта надеются, что определение этих основных принципов может способствовать разработке на основе РНК наномашин и переключателей. Создатели проекта были приятно удивлены решениями пользователей, особенно не относящихся к числу исследователей: их «творчество не ограничивается тем, как они представляют себе должный вид правильного ответа».
По состоянию на август 2011 года около 26 тысяч игроков внесли свой вклад и более 306 конструкций было синтезировано.